# Medal Pamiątkowy 13 Stycznia
Medal Pamiątkowy 13 Stycznia (lit. Sausio 13-osios atminimo medalis) – pierwsze z litewskich odznaczeń ustanowionych po odzyskaniu niepodległości w 1991.

## Historia i zasady nadawania
Medal Pamiątkowy 13 Stycznia został ustanowiony w grudniu 1991 na pamiątkę dramatycznych wydarzeń w Wilnie w dniu 13 stycznia 1991 w celu nagrodzenia obywateli litewskich i obcokrajowców, którzy w okresie od stycznia do września 1991 przyczynili się do obrony niepodległości Litwy zagrożonej sowiecką inwazją. Jest najczęściej nadawanym litewskim odznaczeniem. W ciągu pierwszych 9 lat od jego ustanowienia nadano go ok. 3000 osób. Otrzymał go m.in. pierwszy prezydent Rosji Borys Jelcyn, a także inni politycy zagraniczni, którzy przyczynili się do obrony litewskiej niepodległości. Autorem medalu jest litewski rzeźbiarz L. Pivoriūnas, a wykonaniem odznaczenia zajmuje się firma „Gurtana”. Wstążka medalu, początkowo produkowana na Litwie, obecnie jest wykonywana w Danii.

## Opis odznaki
Odznaką Medalu Pamiątkowego 13 Stycznia jest okrągły medal ze srebra z alegorycznym wyobrażeniem rannego wojownika trzymającego tarczę przedstawiającą Słupy Giedymina i upadającego w stronę stojącego za nim anioła z rozłożonymi skrzydłami. Nad nimi napis: „SAUSIO 13” (13 stycznia), na dole medalu data „1991”. Rewers medalu przedstawia na środku napis „LIETUVA” (Litwa), na którym znajduje się mniejszy napis: „BUVOM, ESAME IR BŪSIM” (Byliśmy, jesteśmy i będziemy). Poniżej gałązka dębowa, powyżej napisu litewska Pogoń. Medal zawieszany jest na wstążce z żółtej mory z dwoma zielonymi nitkami na środku wstążki i dwoma bardzo wąskimi paskami, czerwonym i czarnym, wzdłuż obu brzegów wstążki. Szerokość wstążki 32 mm.